# 人民民主改革運動
人民民主改革運動（じんみんみんしゅかいかくうんどう、People's Movement for Democratic Change、PMDC）は、西アフリカはシエラレオネの政党。
本部はフリータウンに置かれている。党のカラーはオレンジ色。2006年1月19日に設立された新しい党で、党のリーダーはチャールズ・マルガイである。マルガイは2007年8月に行われたシエラレオネの元首（大統領）候補として大統領選挙にも出馬した。9月17日に新大統領に選ばれた1位全人民会議党（APC）のアーネスト・コロマとカバー大統領の後継者だった2位シエラレオネ人民党（SLPP）のソロモン・ベレワ副大統領の3位付けの位地に付いていたが落選した。PMDCは8月19日選挙期間中に第2政党となるためコロマのAPCを支持しており、今後、大統領選に勝利したコロマのAPCを支持して活動してくつもりである。
- シエラレオネの政治